# Gamar

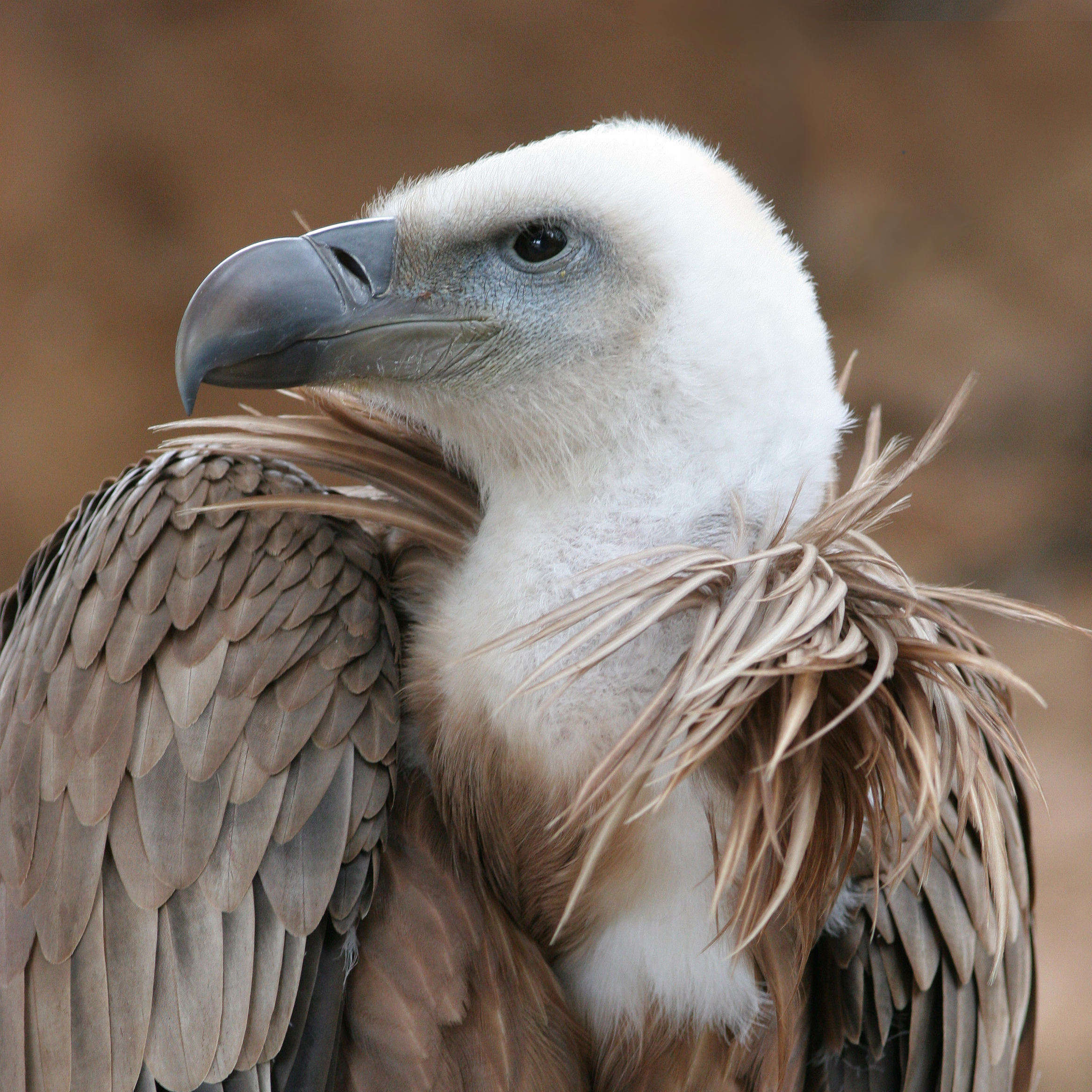
Gåsgam.

Gamar är en benämning för två distinkta grupper av rovfåglar och vars systematik är under diskussion. Gemensamt för gamar är att de olika arterna i stor utsträckning livnär sig som asätare. De flesta gamar återfinns i bergsområden men nära till öppna ytor.

## Systematik
Gamar utgörs av två grupper:
- gamar (trivialnamn) eller gamla världens gamar, underfamiljen Aegypiinae inom familjen hökartade rovfåglar (Accipitridae)
- kondorer (trivialnamn) eller nya världens gamar, familjen Cathartidae

Nya världens gamar kallas ofta för kondorer, och deras släktskap med gamla världens gamar har länge varit omdiskuterad. Studier har visat att deras morfologiska likheter är resultatet av konvergent evolution. Enligt Sibley-Ahlquists taxonomi förs båda dessa grupper till den utökade ordningen Ciconiiformes. Senare studier (Ericson et al., 2006 och Hackett, S. J. et al., 2008) indikerar dock att dessa båda grupper faktiskt tillhör samma utvecklingslinje som ugglorna, musfåglarna, trogonerna, hackspettarna, blåkråkorna med flera.

### Bildgalleri

Gamla världens gamar
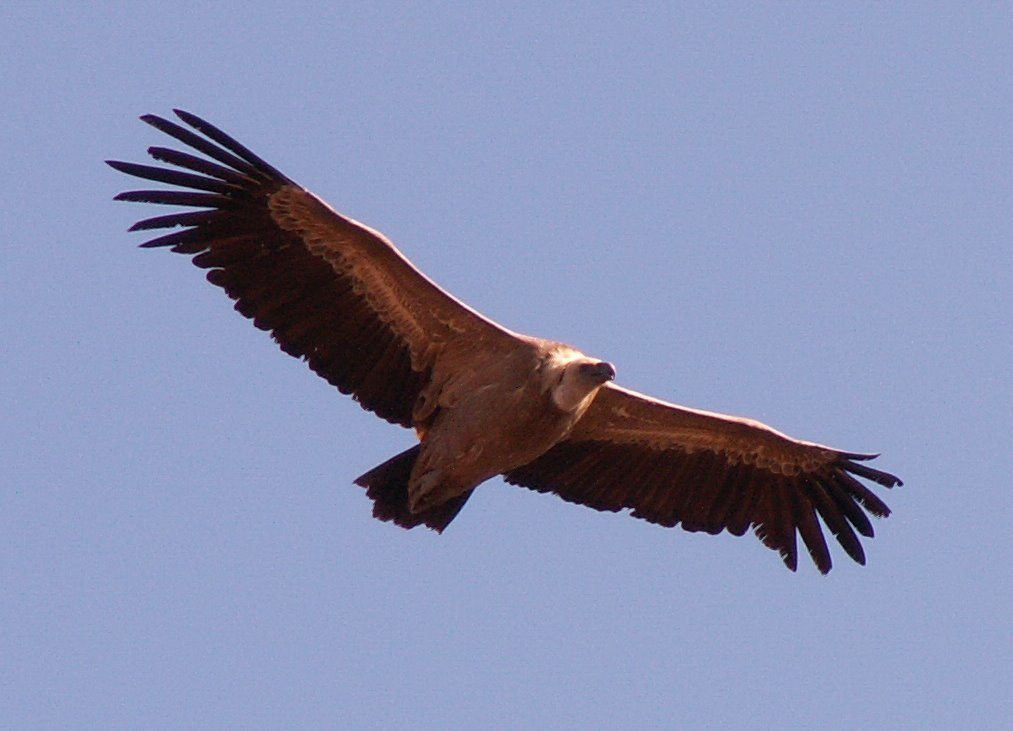
Gåsgam (Gyps fulvus)
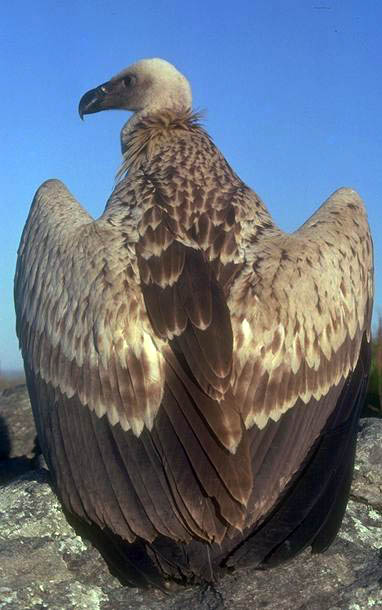
Kapgam (Gyps coprotheres)
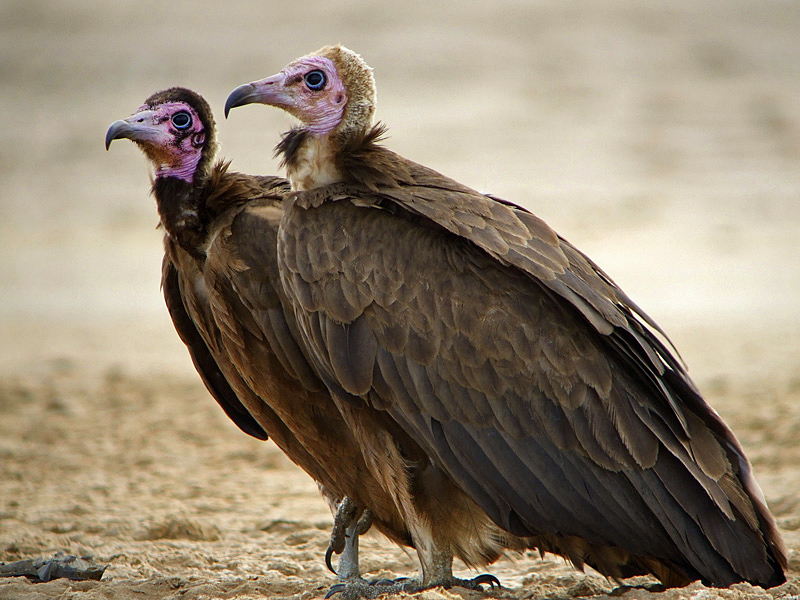
Kappgam (Necrosyrtes monachus)

Nya världens gamar
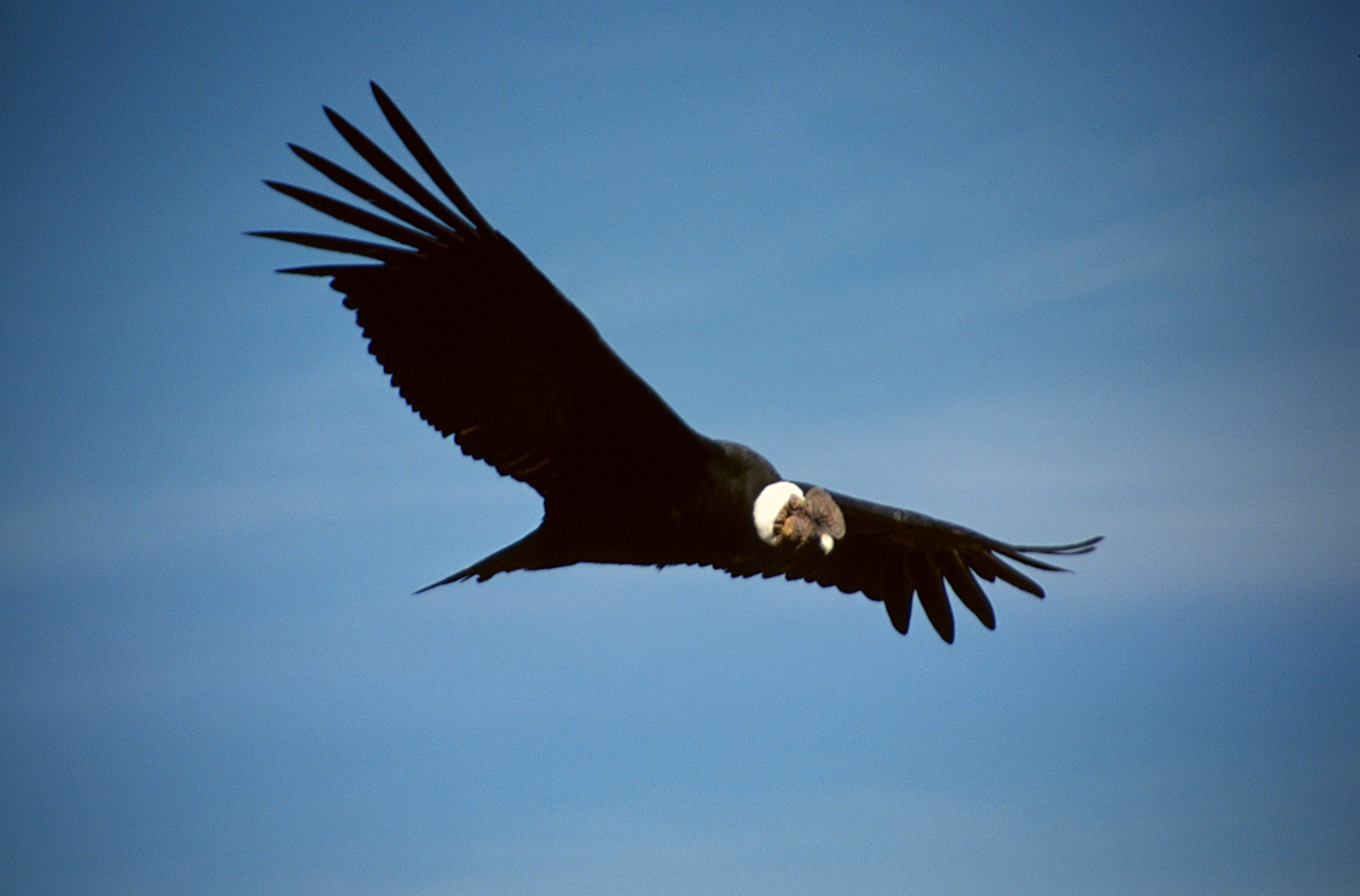
Andinsk kondor (Vultur gryphus)
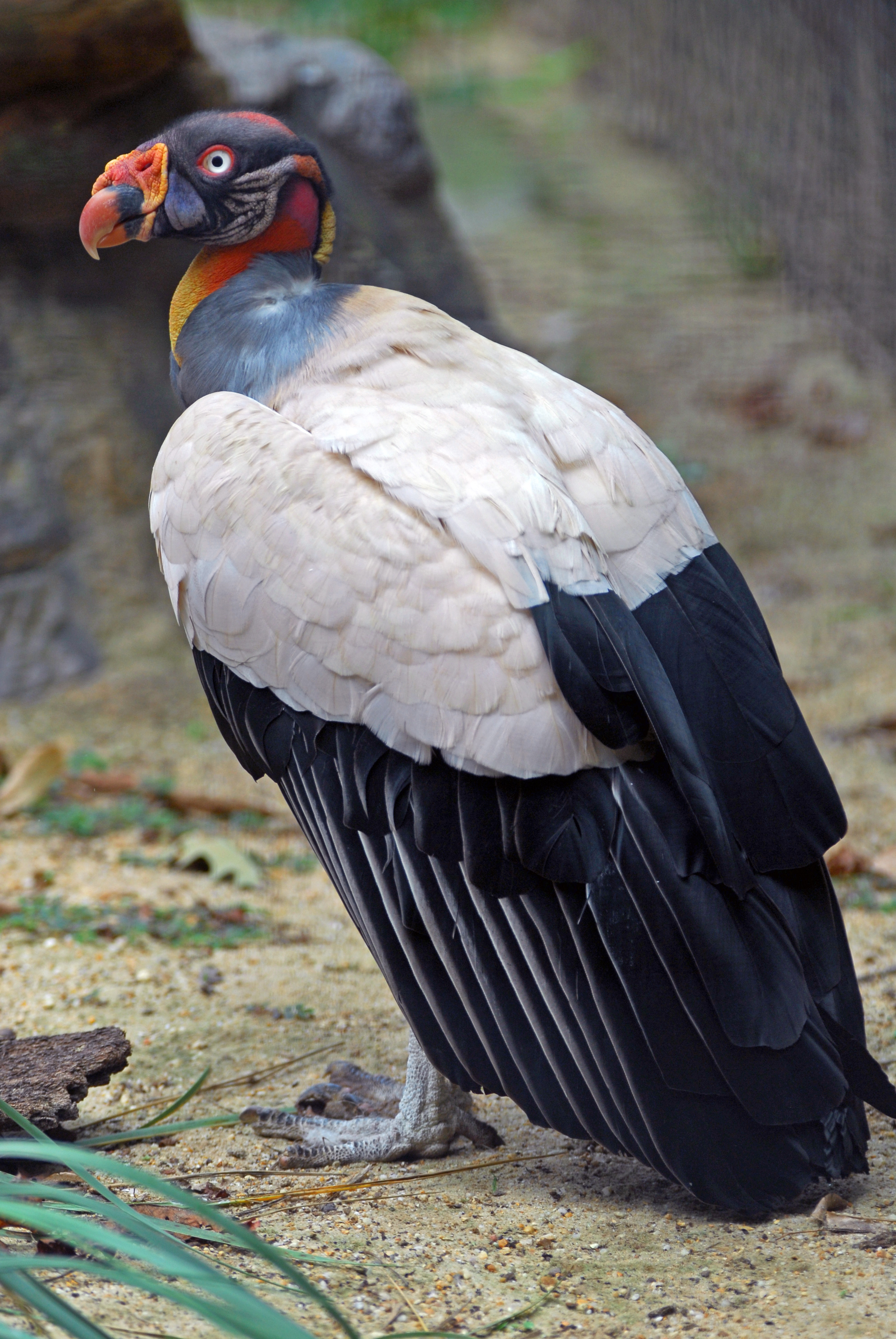
Kungskondor (Sarcoramphus papa)
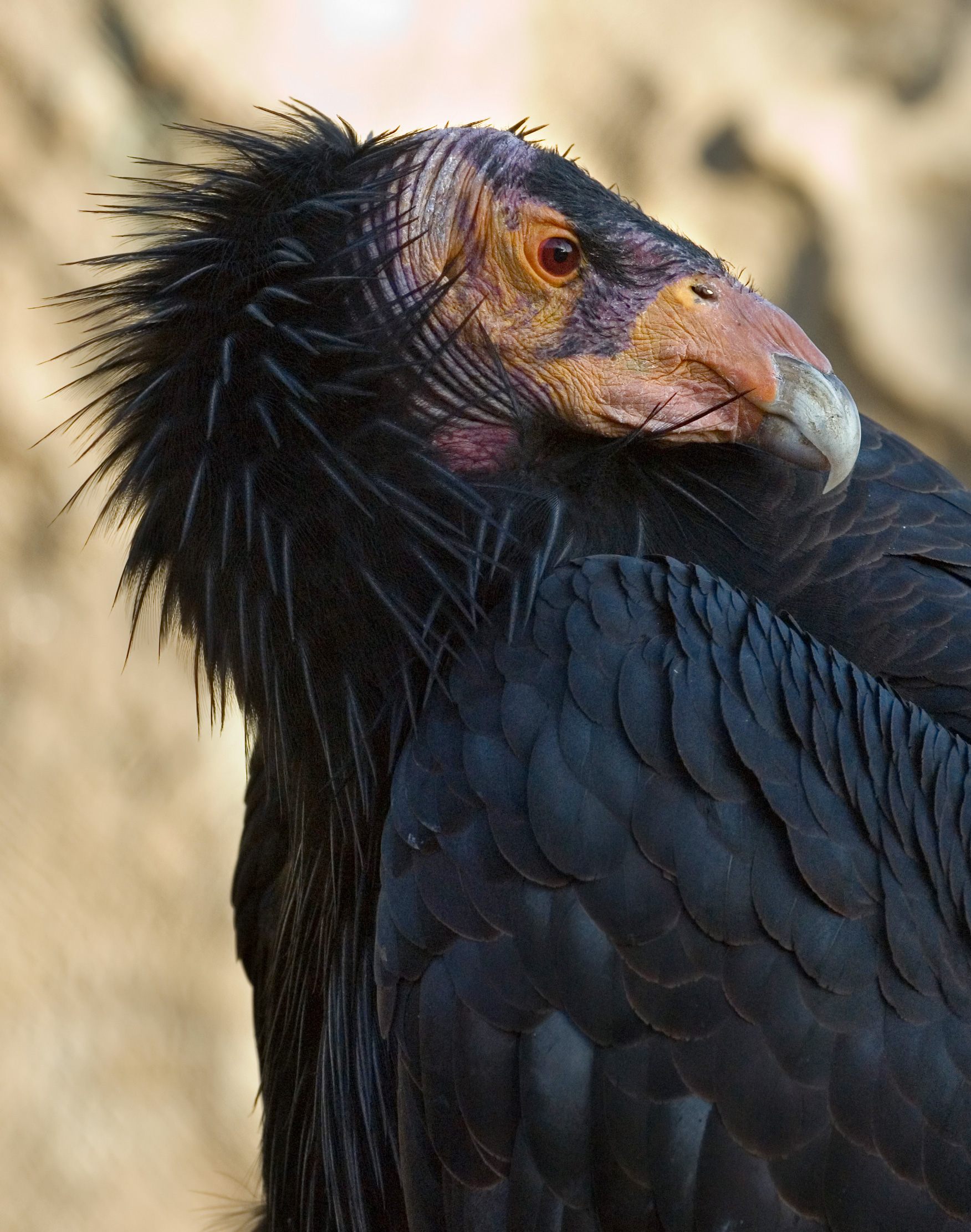
Kalifornienkondor (Gymnogyps californianus)

## Utbredning och biotop
Kondorer återfinns i Amerika och gamla världens gamar i Europa, Asien och Afrika. De flesta gamar återfinns i bergsområden i den varmare delen av Gamla världen.

## Biologi

### Fysionomi
Alla gamar är stora rovfåglar med mycket stor vingyta och god syn. Gamar har ofta en större lever och mjälte (del av djurens immunsystem). Deras magsyra är ovanligt stark och kapabel att döda många förruttnelsebakterier i de döda djurkroppar de äter, utöver att gamar ofta utvecklat tolerans mot många bakterier.
Afrikas gamar äter upp uppskattningsvis 70 procent av kontinentens döda djurkroppar. Med sin mathållning bidrar gamar till minska risken för spridning av farliga sjukdomar till andra djurarter.
Gamar kan bli upp till 20 år gamla.

### Ekologi
Gamar är det enda ryggradsdjur som klarar av att uteslutande livnära sig av as. Däremot föredrar de nydöda kadaver framför as som befinner sig i framskriden förruttnelse. I konkurrensen om kadavren har gamarna lite att sätta emot markbundna rovdjur. Därför patrullerar gamar stora områden på stela vingar, med mycket låg energiförbrukning, i jakt på föda.
De flesta gamar har ett fjäderlöst huvud, en anpassning till dess matvanor där den ofta sticker in huvudet i döda djurs kroppar.

## Gamar och människan

### Status och hot
Eftersom gamar är mycket specialiserade så är de också sårbara för förändringar. Den drastiska minskningen av de större gräsätarna samt att döda djur inte får ligga kvar har medfört att många gampopulationer är hotade. Detta gäller exempelvis kalifornisk kondor, som är starkt hotad.
Dessutom är ett vanligt inflammationshämmande läkemedel – diklofenak – ett dödligt gift för gamar generellt. Dess användning som veterinärmedicin i södra och sydöstra Asien anses ha medverkat till cirka 40 miljoner gamars död, i samband med att de ätit av kadaver från tamboskap som behandlats med diklofenak. Numera har medlet förbjudits som veterinärmedicin i området, men det har däremot gjorts lagligt inom EU. Allmänna farhågor finns för vad detta kommer att innebära för Europas gamar.
2022 beräknades det totalt finns mellan 134 och 140 miljoner gamar på jorden.

### I kulturen

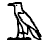
Gam som egyptisk hieroglyf.

Hieroglyfen som tecknas som en gam användes i det fornegyptiska alfabetet för vokalen a.
Ordet "gam" har använts som namn på enorma rovfåglar inom nordisk folktro, och har ibland ersatts med orden "gamm" till "jem", för att göra det lättare att skilja från djuren i verkligheten.
Gamar har inom kulturen ofta beskrivits i negativa ordalag som obehagliga djur, både på grund av sitt "skabbiga" utseende, men kanske främst för att de är asätare. De förekommer i en mängd berättelser, inte minst inom populärkulturen, exempelvis i västernfilmer. 
De har även gett betydelsen för "girig" eller "tjuvaktig", med vissa kretsar kallas personer som är spelberoende för "gamar". Beckfilmen Gamen fått sitt namn efter den sistnämnda kopplingen.